# Nikola Rađen

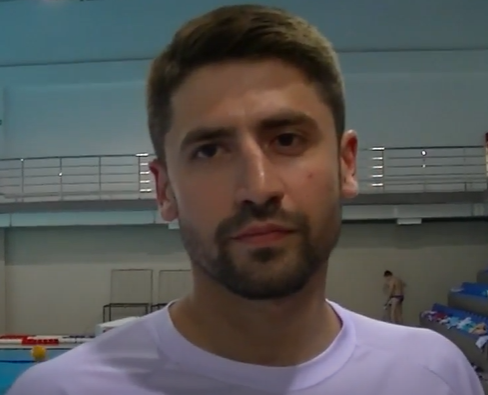
Nikola Rađen

Nikola Rađen (29 de enero de 1985 en Novi Sad, SFR Yugoslavia) es un jugador de waterpolo serbio que juega en el Olympiacos en Grecia. Él era un miembro del equipo de waterpolo nacional masculino de Serbia en los Juegos Olímpicos de Pekín 2008. Ganó con Serbia el Campeonato Mundial del 2009, así como el Campeonato de Europa de Eindhoven 2012. Rađen también ha ganado 2 LEN Euroleagues con sus antiguos clubes Partizan Raiffeisen (2011) y VK Crvena Zvezda (2013).

## Carrera nacional
El 16 de enero, en el Campeonato Europeo, Rađen anotó en el primer juego dos goles en la victoria por 8-5 contra España. Después tuvo otros próximos dos partidos sin goles, el 21 de enero en el cuarto partido, Rađen anotó su tercer gol del torneo para su equipo nacional en la victoria de rutina contra Rumania 14-5. Nikola Rađen ganó la Eurocopa 2012 el 29 de enero. Marcó un gol en la final contra Montenegro, que su equipo nacional ganó por 9-8.